# 大鹿真綏蟎
大鹿真綏蟎（Euseius daluensis）為植綏蟎科真綏蟎屬下的一個種。

## 物種描述
雌蟲背板（Dorsal shield）光滑，外側有網狀紋路。背毛（setae）19對，柔順，除z5部分些微鋸齒。背板上可見五對孔（solenostomes），氣門溝（Peritreme）於延伸逾z2位置。胸板有三對綱毛。腹肛板成花瓶狀，上有三對肛前毛，每對毛旁皆有小孔。螯肢上動趾一齒，定趾五齒。受精囊成漏斗狀。第四對足有三對刺毛，第二對足膝節有七對綱毛。
雄蟲腹肛板有三對肛前毛，擔精趾（Spermatodactyl）成T狀。

## 分布及棲地
本種目前僅知分布於台灣。

## 命名語源
本種命名自其發現地新竹縣五峰鄉大鹿林道。